# Åke Hällzon
Bernt Åke Sune Hällzon, född 25 december 1944 i Örebro Sankt Nikolai församling, Örebro län, är en svensk journalist och medieföretagare. 
Han är VD för och ägare av Litzon Press Förlags AB med anrika kristna veckotidningen Hemmets vän och Marcus förlag. Han är också chefredaktör och ansvarig utgivare av nämnda tidning. 
Åke Hällzons far Sune Hällzon (1920–1994) var chef för förlagsverksamheten som då hade namnet Evangeliipress och Åkes farfar var Florentinus Hällzon som köpte tidningen 1921. Farbröderna Ingemar Hällzon och Stig Hällzon har också innehaft chefspositioner inom verksamheterna som Fl. Hällzon startade.
Han gifte sig 1974 med kuratorn och översättaren Annica Litzell (född 1948) och är far till Marcus Hällzon Pollack (född 1977) som är förlagschef i Marcus förlag.